# ロバート・ウィリアムズ (1830年生のウェールズの詩人)

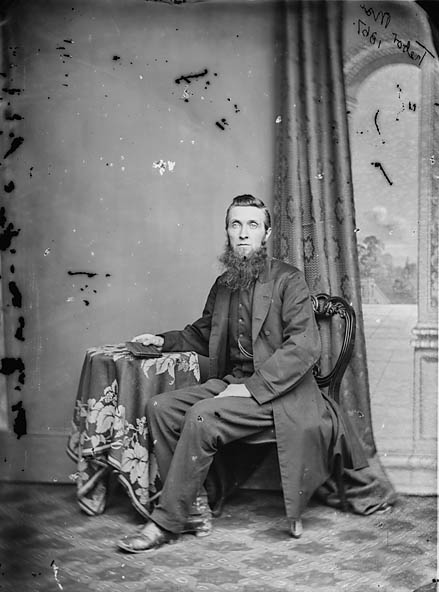
トレボル・マイ、1967年撮影。

ロバート・ウィリアムズ（Robert Williams、1830年5月25日 - 1877年8月5日）は、トレボル・マイ (Trebor Mai) という筆名で知られた、ウェールズ語詩人。筆名は、「I am Robert（私はロバート）」の綴りを逆にしたものである。

## 経歴
北ウェールズの旧ケルナーフォンシャー州ランルスト近郊のスランラフインに生まれた。
父は仕立て屋であり、ウィリアムズ本人も1854年に結婚した後、仕立て屋として独立した。
ウィリアムズはランルストで没し、小教区教会の墓地に埋葬された。
今日、ウィリアムズは、おもにエングリン作品によって知られている。彼のエングリン集は、死後の1883年に出版された。

## 作品
- Fy Noswyl (1861)
- Y Geninen (1869)